# Onthophagus parisii
Onthophagus parisii là một loài bọ cánh cứng trong họ Bọ hung (Scarabaeidae).